# دورة اتحاد شمال إفريقيا تحت 23 سنة 2011
دورة اتحاد شمال أفريقيا تحت 23 سنة 2011 هي دورة كرة قدم مفتوحة أمام الفرق الوطنية تحت 23 سنة في الدول الأعضاء في اتحاد شمال إفريقيا لكرة القدم، عقدت مباريات الدورة في ملعب طنجة المشيد حديثا في مدينة طنجة في المغرب، وقد أمتنعت ليبيا وتونس عن المشاركة في الدورة، وتمت دعوة النيجر والسعودية وقطر للمشاركة في الدورة. وقبل أيام من بدء المنافسة انسحبت مصر وقطر من المنافسة.
فازت السعودية بالمسابقة بعد فوزها في مباراتيها ضد الجزائر والمغرب.

## المتنافسون
| - الجزائر (حامل اللقب) - المغرب (المضيف) - النيجر (تمت دعوته) - السعودية (تمت دعوته) |

## الملاعب
| ملعب طنجة     |
| السعة: 45,000 |
|               |

## المباريات
| مفاتيح الألوان | مفاتيح الألوان       |
| -------------- | -------------------- |
|                | فائز المجموعة والبطل |

| الفريق   | لعب | فاز | تعادل | خسر | أهداف له | أهداف عليه | فارق الأهداف | نقاط |
| -------- | --- | --- | ----- | --- | -------- | ---------- | ------------ | ---- |
| السعودية | 2   | 2   | 0     | 0   | 5        | 2          | +3           | 6    |
| الجزائر  | 2   | 1   | 0     | 1   | 4        | 3          | +1           | 3    |
| المغرب   | 2   | 0   | 1     | 1   | 1        | 2          | -1           | 1    |
| النيجر   | 2   | 0   | 1     | 1   | 0        | 3          | -3           | 1    |

| الجزائر           | 1 – 3 | السعودية                                                 |
| ----------------- | ----- | -------------------------------------------------------- |
| مهدي بن علجية 82' | تقرير | رضوان الموسى 42' (ركلة.) · Al Dosari 66' · Al Otaibi 86' |

| المغرب | 0 – 0 | النيجر |
| ------ | ----- | ------ |
|        |       |        |

| الجزائر                                 | 3 – 0 | النيجر |
| --------------------------------------- | ----- | ------ |
| بغداد بونجاح 9' · مهدي بن علجية 19' 43' | تقرير |        |

| المغرب     | 1 – 2 | السعودية                        |
| ---------- | ----- | ------------------------------- |
| Cheradi 1' |       | هتان باهبري 11' · Majarashi 85' |

## الهدافين
3 أهداف
- مهدي بن علجية

هدف واحد
- بغداد بونجاح
- Nabil Cheradi
- Tamim Al-Dosari
- مصعب العتيبي
- رضوان الموسى
- هتان باهبري
- Mohamad Majarashi

## وصلات خارجية
- 2011 UNAF U-23 Tournament - unaf-foot.com